# Savannskog

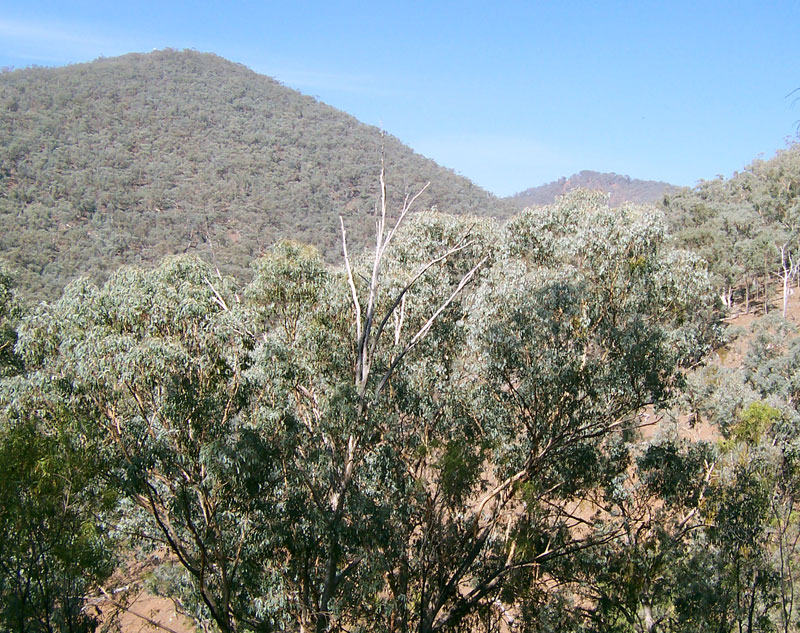
Eukalyptusträden är karaktärsart i den australiska savannskogen.

Savannskog, eller skogssavann, är gles tropisk och subtropisk skog med gräsväxt mellan låga och inte alltid lövfällande träd.

## Savannskogarna i världen
I Afrika är savannskogarna ofta utglesade och har till stor del övergått i ren savann. Akacior utgör karaktärsarter bland träden.
De indiska savannskogarna är idag nästan helt borthuggna.
I Australien finns gott om savannskogar, med ständigt gröna eukalyptusarter som karaktärsarter.
I Brasilien finns så kallade caatingas, som är extremt snåriga savannskogar, men också savannområdet Cerradon, där de fuktigare partierna utgörs av savannskog.

## Gränsdragning
Det finns ingen tydlig gräns mellan savannskogar och andra tropiska och subtropiska former av torra skogar, framför allt monsunskogar. Snarare kan savannskogen uppstå där monsunskogen fått minskad nederbörd och monsunskogen uppstå där savannskogen fått ökad nederbörd, med den därtill hörande svårigheten att säga när det ena börjar och det andra slutar.